# Michael R. Gottfredson

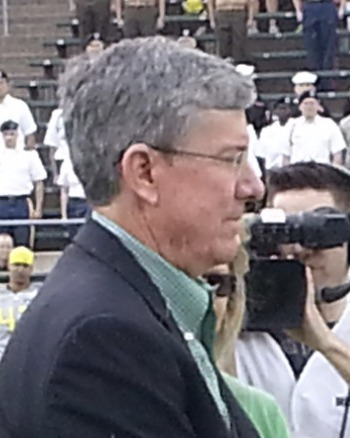
Michael R. Gottfredson

Michael R. Gottfredson (* 1951) ist ein US-amerikanischer Soziologe und Kriminologe, der der internationalen Fachöffentlichkeit durch eine Allgemeine Kriminalitätstheorie (A General Theory of Crime) bekannt wurde, die er 1990 gemeinsam mit Travis Hirschi publizierte.
Gottfredson machte das Bachelor-Examen an der Universität von Kalifornien in Davis und wurde an der Universität Albany zum Ph.D. promoviert. Von 1985 an lehrte er an der Universität von Arizona, seit 2000 ist er Professor an der Universität von Kalifornien in Irvine.

## Die allgemeine Kriminalitätstheorie
A General Theory of Crime basiert auf der Vorstellung einer geringen Selbstkontrolle (low self-control). Personen mit geringer Selbstkontrolle seien stets auch impulsiv, gefühlskalt und risikofreudig. Sie seien in ihrem Handeln auf sofortige Bedürfnisbefriedigung orientiert. Derartige Personen neigten zu riskanten Lebensweisen, wie starkem Rauchen, Alkohol- und Drogenmissbrauch, illegalem Glücksspiel, sexueller Promiskuität und strafbaren Handlungen. Diese Eigenschaften seien stabile Persönlichkeitsmerkmale.
Die Theorie wurde international diskutiert und gilt inzwischen als widerlegt, weil sie eine Kontinuität krimineller Karrieren unterstellt, die von der neueren entwicklungskriminologischen Forschung nicht bestätigt wird. Zudem wird ihre Gültigkeit für alle Bereiche der Kriminalität (etwa Wirtschaftskriminalität) bezweifelt.

## Schriften (Auswahl)
- Mit Travis Hirschi: A General Theory of Crime.  Stanford University Press, Stanford 1990, ISBN 0804717737.
- Als Herausgeber mit Travis Hirschi: The Generality of Deviance. Transaction Publishers, New Brunswick 1994, ISBN 156000116X.
- Als Herausgeber mit Chester L. Britt: Control theories of crime and delinquency. Transaction Publishers, New Brunswick 2003, ISBN 0765801809.